# سیوانلا
سیوانلا (به ایتالیایی: Soianella) یک منطقهٔ مسکونی در ایتالیا است که در تریچولا واقع شده‌است. سیوانلا ۲۵۱ نفر جمعیت دارد و ۹۹ متر بالاتر از سطح دریا واقع شده‌است.